# Štefan Harvan
Štefan Harvan (* 17. Mai 1937 in Kežmarské Žľaby; † 9. Januar 2007 in Kežmarok, Slowakei) war ein tschechoslowakischer Skilangläufer.
Harvan, der für Tatran Tatranská Lomnica und Slovan Smokovec startete, wurde bei der Winter-Universiade 1960 in Chamonix Vierter über 12 km und bei der Winter-Universiade 1962 in Villars Neunter über 11,5 km sowie gewann jeweils mit der Staffel die Silbermedaille. In der Saison 1963/64 kam er bei der Winter-Universiade 1964 in Špindlerův Mlýn auf den siebten Platz über 15 km und holte erneut die Silbermedaille mit der Staffel. Bei seiner einzigen Teilnahme an Olympischen Winterspielen im Februar 1964 in Innsbruck belegte er den 26. Platz über 30 km und den 22. Rang über 50 km. Bei den Nordischen Skiweltmeisterschaften 1966 in Oslo errang er den 19. Platz im 50-km-Lauf. Bei tschechoslowakischen Meisterschaften siegte er jeweils einmal über 15 km (1964), 30 km (1966) und 50 km (1965).